# 요코스카항

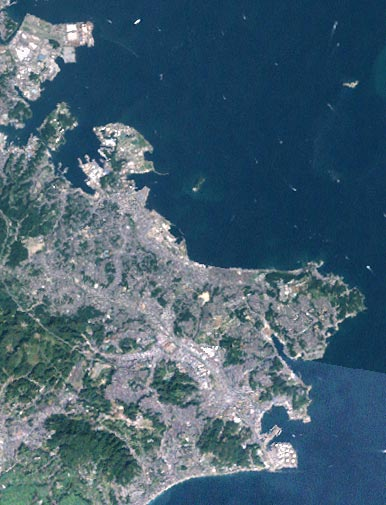
요코하마항 위성 사진

요코스카항(横須賀港)는 가나가와현 요코스카시에 위치한 도쿄만에 접해 있는 항구이다. 항만 관리자는 요코스카시이다. 항만법에는 중요 항만, 항칙법에서는 특정 항구로 지정되어 있다. 또한 주변 지역은 도시 경관 100선에 선정되어 있다.

## 개요
도쿄만의 남서부, 요코하마항 남쪽에 있고, 도쿄에서 육로 55km, 해로로 46.3km 떨어진 곳에 위치해 있다. 항만 구역 면적은 55,294,655m2, 4.5m 이상 계류장 수는 100개 정도이다. 항만 지역은 북쪽으로 옷파마, 후카우라, 나가우라, 본항, 신항, 헤세이, 오츠, 우마호리, 하시우도, 카모이, 우라가, 구리하마, 노비의 13 지구로 나누어져 있다. 주변의 해안선이 뒤얽혀 있기 때문에 천연의 양항이며, 우라가 지구와 구리하마 지역은 도쿄의 주요 항구에서 유일한 우라가 수도 항로를 통과하지 않고 외해와 왕래할 수 있다.
도쿄만의 입구에 해당하는 항구로, 에도 막부 말기에 함선으로 우라가 앞바다에 내항한 페리가 구리하마에 상륙하는 등 예부터 에도와 도쿄의 관문이었다. 메이지 유신 이후, 일본 제국 해군의 요코스카 진수부가 설치되어 군항으로서 정비되면서 발전했다. 현재도 해상자위대의 요코스카 기지(자위 함대 사령부, 요코스카 지방 총감부 등)이 있으며, 미국 해군 제7함대가 요코스카 기지(요코스카 해군 시설)를 두는 등 군항으로서의 면모를 가지고 있다. 또한, 두 기지 근해에는 일반 선박의 운행이 금지되어 있다.
상항, 산업 항구로서의 요코스카 항은 1865년에 요코스카 제철소 설립이 결정된 것을 기원으로 한다. 주요 수출 상품은 자동차로 전체의 90% 이상을 차지한다. 주요 수입 상품은 원자력 발전의 연료로 사용되는 우라늄 등의 방사성 원소가 70% 가까이를 차지하고, 냉동 해산물이 그것에 버금간다. 그 중에서도 참치는 국내에서도 손꼽히는 취급량을 자랑한다. 또한 연안 어업을 하는 어항으로 이용되고 있는 지역도 있다.
구리하마 지구(구리하마 항이라고도 함)는 페리와 여객선이 운항하고 있다.

## 연혁
- 1565년 우라가에 명나라의 배가 내항.
- 1607년 루손 상선, 우라가에 내항. 이때부터 대외 무역이 쇄국 정책에 의해 쇠퇴
- 1720년 우라가에 관청이 유지된다.
- 1853년 우라가에 흑선 내항한 페리 제독이 구리하마에 상륙.
- 1866년 요코스카 제철소 설립.
- 1884년 요코스카 진수부가 개설된 이후, 일본 해군의 주요 군항의 하나가 된다.
- 1916년 요코스카 세관감시서 (현 요코하마 세관 요코스카 세관 지서)를 설치.
- 1923년 관동대지진으로 해군 시설 등에 큰 피해
- 1951년 중요 항만으로 지정.
- 1953년 요코스카시가 항만관리자가 된다. 나가우라· 구리하마 항만 사무소를 설치.
- 1972년 미국 해군의 항공모함 ‘미드웨이’가 요코스카 해군 시설을 사실상 모항으로 배치된다.
- 1974년 미국 로스앤젤레스 항구, 롱비치 항구와 자매 항 제휴.
- 1985년 교통부 제2 항만건설국 게이힌 항공사 사무소 (현 국토교통성 관동 지방 정비국 게이힌 항만 사무소)가 요코스카 항공사 사무소를 통합.
- 1991년 ‘미드웨이’ 대신 ‘인디펜던스’ 배치.
- 1998년 ‘인디펜던스’ 대신 ‘키티호크’ 배치.
- 2004년 셔틀 하이웨이 라인이 구리하마 항 - 오이타 항 카페리 항로를 개설, 2007년까지 운항.
- 2008년 ‘키티호크’ 대신 ‘조지 워싱턴’이 배치.
- 2015년 ‘조지 워싱턴’ 대신 ‘로널드 레이건’이 배치.

## 항만 개요
- 부두
  - 신항 부두
  - 헤세이 부두
  - 구리하마 부두

구리하마 항 페리터미널
화물 입항과 선박 입항에 대한 통계는 아래와 같다. (2015년 기준)(최신 통계는 홈페이지를 참조)
- 선박 입항
  - 척수 15,327척 (외항선 160척, 내항선 : 15,167척 (중 페리 4,261척))
  - 총 톤수 28,109,013 총톤 (외항선 : 3,315,279총 톤, 내항선 : 24,793,734총 톤 (중 페리 14,745,084총 톤))

- 화물 입항
  - 취급화물 9,534,332톤 (총 이동 수출 8,398,549 톤, 총 이동 수입 8,378,578 톤)
  - 대외 무역 2,221,504 톤
    - 수출 2,193,435 톤
    - 수입 28,069 톤

  - 국내 무역 14,555,623톤
    - 출입 6,205,114 톤
    - 유입 8,350,509 톤